# Guy Fraunié
Guy Fraunié (* 12. September 1949 in Bordeaux) ist ein ehemaliger französischer Fußballspieler.

## Karriere
Der 178 Zentimeter große Abwehrspieler, der sowohl in der Innenverteidigung als auch auf der rechten Abwehrseite eingesetzt wurde, begann das Fußballspielen in Gradignan bei Bordeaux. Er war fast 22 Jahre alt, als er 1971 vom Erstligisten Girondins Bordeaux verpflichtet wurde. Nach einem Jahr in der zweiten Mannschaft rückte er 1972 ins Profiteam auf. Der Spieler, der seine gesamte Karriere hindurch die Rückennummer zwei trug, war zunächst als Ergänzungsspieler vorgesehen und kam damit nicht über gelegentliche Einsätze hinaus. 
Unter dem 1974 verpflichteten Trainer André Menaut erhielt er von 1975 an das Vertrauen auf der rechten Abwehrseite, womit er auf regelmäßige Einsätze kam, auch wenn er nicht zu den unumstrittenen Leistungsträgern zählte. Trainer Christian Montes degradierte ihn 1977 auf den Posten eines Ersatzspielers, als welcher er kaum noch für die Profis auflaufen konnte. Weil in dieser Situation 1978 sein Vertrag auslief, wurde er nicht verlängert und Fraunié musste Bordeaux nach sieben Jahren den Rücken kehren. Angesichts der Tatsache, dass kein anderer Erst- oder Zweitligaverein ihn aufnehmen wollte, musste der damals 28-Jährige nach 77 Erstligapartien mit zwei Toren seine Laufbahn beenden; einen Titelgewinn oder eine Berufung in die Nationalmannschaft hatte er dabei nie verbuchen können.